# Öxnasjön, Halland
Öxnasjön är en sjö i Falkenbergs kommun i Halland och ingår i Ätrans huvudavrinningsområde.